# Deltomerus paradoxus
Deltomerus paradoxus is een keversoort uit de familie van de loopkevers (Carabidae). De wetenschappelijke naam van de soort is voor het eerst geldig gepubliceerd in 1908 door Apfelbeck.